# Roly-Poly (bài hát)
"Roly-Poly" là một bài hát dance-pop của nhóm nhạc nữ Hàn Quốc T-ara. Bài hát này là bài hát chủ đề chính của mini album thứ hai của nhóm mang tên John Travolta Wannabe (2011). Bài hát được sáng tác và sản xuất bởi Shinsadong Tiger và Choi Gyu-Sung, những người đã sáng tác bài hát bản hit "Bo Peep Bo Peep" trước đây của nhóm. "Roly-Poly" đã giành được vị trí #1 trên chương trình Mnet M!Countdown và SBS Inkigayo và vị trí #2 (5 tuần) trên Music Bank. Đây được xem như là bản hit lớn nhất của nhóm khi đạt kỷ lục hơn 2 triệu lượt doanh số bán hàng và hơn 4.000.000 lượt tải về, trở thành bài hát được tải nhiều nhất trong năm 2011, theo các số liệu thống kê của Gaon. Phiên bản khác của bài hát có tiêu đề "Roly-Poly in Copacabana" được phát hành vào ngày 2 tháng 8 và cũng được nhóm quảng bá trong một thời gian.
Roly-Poly cũng được làm thành một vở nhạc kịch với sự tham gia của các thành viên nhóm T-ara như Hyomin, Jiyeon, Soyeon và Kang Min-Kyung của Davichi, Jang Hye-jin, Park Hye-mim và Lee Jang-Woo. Bài hát sẽ được tái phát hành bằng tiếng Nhật vào ngày 29 tháng 2 năm 2012 như là đĩa đơn thứ ba của nhóm tại thị trường Nhật Bản.

## Danh sách bản nhạc
| Đĩa đơn tiếng Nhật Phiên bản A | Đĩa đơn tiếng Nhật Phiên bản A              | Đĩa đơn tiếng Nhật Phiên bản A                                               | Đĩa đơn tiếng Nhật Phiên bản A  | Đĩa đơn tiếng Nhật Phiên bản A |
| STT                            | Nhan đề                                     | Phổ lời                                                                      | Phổ nhạc                        | Thời lượng                     |
| ------------------------------ | ------------------------------------------- | ---------------------------------------------------------------------------- | ------------------------------- | ------------------------------ |
| 1.                             | "Roly-Poly" (bản tiếng Nhật)                | Shinsadong Tiger, Choi Kyu Sung, Kim Boa, Shoko Fujibayashi (lời tiếng Nhật) | Shinsadong Tiger, Choi Kyu-Sung | 3:36                           |
| 2.                             | "Kojinmaru～Uso～" (コジンマル～嘘～; Lies) | Cho Young Soo, Kei (lời tiếng Nhật)                                          | Cho Young Soo                   | 3:49                           |
| 3.                             | "Roly-Poly" (Nhạc nền)                      |                                                                              |                                 | 3:36                           |
| 4.                             | "Kojinmaru～Uso～" (Nhạc nền)               |                                                                              |                                 | 3:46                           |
| Tổng thời lượng:               | Tổng thời lượng:                            | Tổng thời lượng:                                                             | Tổng thời lượng:                | 14:44                          |

| Phiên bản B      | Phiên bản B                   | Phiên bản B                                                                  | Phiên bản B                     | Phiên bản B |
| STT              | Nhan đề                       | Phổ lời                                                                      | Phổ nhạc                        | Thời lượng  |
| ---------------- | ----------------------------- | ---------------------------------------------------------------------------- | ------------------------------- | ----------- |
| 1.               | "Roly-Poly" (bản tiếng Nhật)  | Shinsadong Tiger, Choi Kyu-Sung, Kim Boa, Seiko Fujibayashi (lời tiếng Nhật) | Shinsadong Tiger, Choi Kyu-Sung | 3:36        |
| 2.               | "Apple is A" (bản tiếng Nhật) | Cho Young Soo, Seiko Fujibayashi (lời tiếng Nhật)                            | Cho Young Soo                   | 3:10        |
| 3.               | "Roly-Poly" (Nhạc nền)        |                                                                              |                                 | 3:36        |
| 4.               | "Apple is A" (Nhạc nền)       |                                                                              |                                 | 3:08        |
| Tổng thời lượng: | Tổng thời lượng:              | Tổng thời lượng:                                                             | Tổng thời lượng:                | 13:28       |

| Phiên bản thông thường | Phiên bản thông thường                                                                                           | Phiên bản thông thường                                                       | Phiên bản thông thường          | Phiên bản thông thường |
| STT                    | Nhan đề | Phổ lời                                                                      | Phổ nhạc                        | Thời lượng             |
| ---------------------- | --- | ---------------------------------------------------------------------------- | ------------------------------- | ---------------------- |
| 1.                     | "Roly-Poly" (bản tiếng Nhật)                                                                                     | Shinsadong Tiger, Choi Kyu-Sung, Kim Boa, Seiko Fujibayashi (lời tiếng Nhật) | Shinsadong Tiger, Choi Kyu-Sung | 3:36                   |
| 2.                     | "Roly-Poly in Copacabana" (Roly-Poly in コパカバーナ; Roly-Poly in Kopakabāna) (bản tiếng Nhật)                  | Shinsadong Tiger, Choi Kyu-Sung, Kim Boa, Seiko Fujibayashi (lời tiếng Nhật) | Shinsadong Tiger, Choi Kyu-Sung | 3:31                   |
| 3.                     | "Roly-Poly" (Nhạc nền)                                                                                           |                                                                              |                                 | 3:36                   |
| 4.                     | "Roly-Poly in Copacabana" (Nhạc nền)                                                                             |                                                                              |                                 | 3:33                   |
| 5.                     | "Bo Peep Bo Peep" (bản tiếng Hàn; bản trực tiếp từ T-ARA First Show Case ở SHIBUYA-AX 5.7.2011) (Track tặng kèm) | Shinsadong Tiger, Choi Kyu-Sung                                              | Shinsadong Tiger, Choi Kyu-Sung | 4:12                   |
| Tổng thời lượng:       | Tổng thời lượng:                                                                                                 | Tổng thời lượng:                                                             | Tổng thời lượng:                | 18:24                  |

| DVD phiên bản A | DVD phiên bản A                                 | DVD phiên bản A |
| STT             | Nhan đề                                         | Thời lượng      |
| --------------- | ----------------------------------------------- | --------------- |
| 1.              | "Roly-Poly (bản tiếng Nhật) Music Video"        |                 |
| 2.              | "コジンマル～嘘～ (bản tiếng Nhật) Music Video" |                 |

| DVD phiên bản B | DVD phiên bản B                                             | DVD phiên bản B |
| STT             | Nhan đề                                                     | Thời lượng      |
| --------------- | ----------------------------------------------------------- | --------------- |
| 1.              | "Roly-Poly (bản tiếng Nhật) Music Video Dance Feature ver." |                 |
| 2.              | "Roly-Poly (bản tiếng Nhật) Music Video Making"             |                 |

## Bảng xếp hạng
| Bảng xếp hạng (2011)     | Vị trí cao nhất |
| ------------------------ | --------------- |
| Hàn Quốc (Gaon)          | 2               |
| Hàn Quốc (K-pop Hot 100) | 1               |

| Bảng xếp hạng (2011) | Vị trí |
| -------------------- | ------ |
| Hàn Quốc (Gaon)      | 1      |

| Bảng xếp hạng (2012)     | Vị trí |
| ------------------------ | ------ |
| Nhật Bản (Oricon)        | 3      |
| Nhật Bản (Japan Hot 100) | 5      |

## Doanh số
| Quốc gia              | Doanh số  |
| --------------------- | --------- |
| Hàn Quốc (tải nhạc)   | 4.077.885 |
| Nhật Bản (đĩa vật lý) | 62.774    |